# La fiera
La fiera (no Brasil A Fera) é uma telenovela mexicana produzida pela Televisa e exibida entre 26 de dezembro de 1983 e 9 de novembro de 1984.
Foi baseada na telenovela La gata, de Inés Rodena, e adaptada para a Televisa por Valentín Pimstein.
A trama é protagonizada por Victoria Ruffo e Guillermo Capetillo, e antagonizada por Rocío Banquells, Carlos Cámara, Raymundo Capetillo e Lupita Lara (que foi substituída por Nuria Bages).

## Produção
O ano era 1983. Valentín Pimstein mal encerrou a produção de Chispita, tremendo sucesso, e lançou mais um clássico: La fiera. Não foi diferente, a novela foi outro sucesso. A história era um remake do clássico La gata, protagonizada por María Rivas e Juan Ferrara, e apesar de ter sido um êxito, não superou o impacto da versão original, que é considerada até hoje uma obra-prima.
A produção de La fiera era bem simples: pouquíssimas externas e cenários escassos, mas a boa história e a interpretação dos atores serviu de motivação para uma grande telenovela.
Destaques do elenco
Pimstein deu a primeira oportunidade como protagonista a Victoria Ruffo, uma jovem e bela atriz, que soube aproveitar a chance e logo de cara virou uma grande estrela. Victoria marcou como Natalie, a heroína pobre impedida de ficar com seu grande amor pelas armadilhas dos pais do galã. Sua interpretação rendeu-lhe um Prêmio TVyNovelas como Melhor Atriz Jovem. Até agora, é seu único prêmio e sem dúvida o papel que mais lhe marcou.
La fiera, para Guillermo Capetillo, representou sua consagração definitiva. Guillermo virou o galã do momento na Televisa, e foi emendando êxito trás êxito. Juntamente a Victoria Ruffo, foram o par romântico mais querido da época. Até hoje, o que mais é lembrado dessa novela, é o marcante par romântico (Natalie e Victor Afonso).
Ainda vale destacar uma das vilãs mais odiadas das telenovelas, Brenda, em mais uma atuação magistral de Rocío Banquells. Venenosa, ambiciosa e cruel, tentou de tudo para separar Natalie e Victor Afonso.
Outro romance que marcou na novela foi o da melhor amiga de Natalie, a cabareteira conhecida como La Costeña (Angélica Aragón) com Miguel (Leonardo Daniel), irmão de Victor. Angélica Aragón e Leonardo Daniel ainda atuariam juntos em outro grande êxito, Cañaveral de pasiones (1996), porém em lados opostos: enquanto Angélica interpretava a vilã Josefina, Leonardo deu vida a Fausto Santos, pai da protagonista, Julia (Daniela Castro).
Houve duas substituições no elenco de La fiera: Helena, a mãe do galã, era inicialmente vivida por Lupita Lara, mas foi trocada por Nuria Bages. Essa mudança deveu-se a que Lupita decidiu continuar na série cômica Mi secretaria. Alfredo Alegría, intérprete de Lupito, foi substituído por Alfonso Iturralde.
O lado ruim de La fiera é que a ação da novela se concentrou no início, caindo ao longo da história. Depois do casamento de Natalie e Victor Afonso, já não empolgou como antes. Sua versão original, La gata, é considerada superior, pois em La fiera, muitas mudanças aconteceram. A história em La fiera usou e abusou de clichês. Depois do casamento, ela tem gêmeos, fica cega, recupera a visão, se divorcia, fica rica, e depois briga pelo homem que ama com Julie (Edith González). Tudo isso que acontece após a boda dos protagonistas representa o esticamento que a novela teve devido ao seu êxito, e onde colocaram situações que se distanciaram, e muito, de La gata.

## Sinopse
Natalie, uma pobre mas bela garota de um bairro humilde, se apaixona e conquista o coração de Victor Afonso, filho da família mais rica da cidade, que foi seu amigo de infância.
Natalie vive com uma velha malvada que a obriga a mendigar para mantê-la, mas também vê nas cartas que “A Fera”, como Natalie é conhecida, conquistará felicidade e riqueza algum dia.
Acreditando que essa felicidade e riqueza estarão ligadas ao Grego, um homem rico que está apaixonado por Natalie, Chona a vende, sem saber que Natalie e Victor Afonso se casaram em segredo antes que ele parta para o estrangeiro, para uma viagem de estudos.
Quando os pais do rapaz ficam sabendo de toda a verdade, desfazem o casamento, sem se importar que “A Fera” esteja grávida do rapaz. Apoiada por sua amiga, uma cabareteira conhecida como “La Costeña” e pelo próprio Grego, Natalie dá a volta por cima e consegue dar à luz gêmeos, mas o que ela não imagina é que o Grego deseja cobrar toda sua generosidade.
Justo aparece na vida de Natalie em um momento de dor e desespero, e ela não entende a razão daquele estranho milionário querer ajuda-la. Mas o que essa “fera” não imagina, é que Justo é, na realidade, seu verdadeiro pai, que por enganos que envolvem a família de Victor Afonso, passou muitos anos na cadeia.
Além disso, há a presença de Brenda, uma mulher bela e maquiavélica que está disposta a tudo para separar Natalie e Victor Afonso, mesmo tendo um amante. Em meio a lágrimas, intrigas e segredos, “A Fera” vai lutar com unhas e dentes pelo amor de Victor Afonso, e assim ser feliz.

## Elenco
| Ator/Atriz           | Personagem                                   |
| -------------------- | -------------------------------------------- |
| Victoria Ruffo       | Natalie Ramírez                              |
| Guillermo Capetillo  | Victor Afonso Martínez Bustamante            |
| Rocío Banquells      | Brenda del Villar                            |
| Lupita Lara          | Helena Martínez Bustamante                   |
| Nuria Bages          | Helena Martínez Bustamante                   |
| Luis Daniel Rivera   | Manuel Pérez Brito                           |
| Leonardo Daniel      | Miguel Martínez Bustamante                   |
| Carlos Cámara        | Lourenço Martínez Bustamante                 |
| Angélica Aragón      | Elvira "La Costeña"                          |
| Isabela Corona       | Dona Elodia                                  |
| Xavier Marc          | Zorba "Grego"                                |
| Juan Antonio Edwards | Eduardo Macías "Chamusgo"                    |
| Julieta Bracho       | Regina López de Mancilla                     |
| Fernando Larrañaga   | Dr° Maciel Urquiza                           |
| Raymundo Capetillo   | Dr° Maciel Urquiza                           |
| Margarita Isabel     | Lourdes Crespo de Ortega                     |
| Pancho Müller        | El Chistorete                                |
| Edith González       | Julie Ferreira                               |
| Luis Gatica          | Mario Bustamante                             |
| Roxana Saucedo       | Lourdes Millán "Lulu"                        |
| Miguel Angel Ferriz  | Rogério Aceves                               |
| Pedro Damián         | Rogério Aceves                               |
| Enrique Gilabert     | Lic. Meléndez                                |
| Aurora Clavel        | Irmã Trindade                                |
| Fernando Borges      | Edmundo Gascon                               |
| Porfirio Baz         | Damião Sánchez Ortega                        |
| Ernesto Laguardia    | Raul "Bad Boy"                               |
| Eugenio Cobo         | Dr. Millán                                   |
| Felix Santaella      | Padre Molina                                 |
| Alfredo Alegría      | Lupito                                       |
| Alfonso Iturralde    | Lupito                                       |
| Luis Couturier       | Seu Rogerio                                  |
| Maricruz Najera      | Angelina                                     |
| Oscar Bonfiglio      | Frankie                                      |
| Lucianne Silva       | Ramona                                       |
| Graciela Bernardos   | Bertha                                       |
| Gabriela Ruffo       | Carmela                                      |
| Servando Manzetti    | Pedro                                        |
| Maleni Morales       | Alicia                                       |
| Antonio Brillas      | Juiz                                         |
| Alejandro Landero    | Pepe                                         |
| Antonio Henaine      | Roberto                                      |
| Eduardo Borja        | Diretor da prisão                            |
| Arturo Lorca         | Comissário                                   |
| Julieta Rosen        | Enfermeira                                   |
| Ana Bertha Espín     | Médica                                       |
| Oscar Sánchez        | Mordomo                                      |
| Abraham Stavans      | Médico                                       |
| Roberto Ruy          | Taxista                                      |
| Eduardo Kastell      | Recepcionista                                |
| Christopher Lago     | Víctor Alfonso Martínez Bustamante (criança) |
| Nayelli Zaldívar     | Natalie Ramírez (criança)                    |
| Mariana González     | Brenda del Villar (criança)                  |

## Exibição no Brasil
Foi exibida no Brasil, pelo SBT, de 4 de agosto a 2 de novembro de 1992, às 21h, substituindo Alcançar uma estrela II e sendo substituída por Eu compro essa mulher.
A trama veio no embalo do sucesso de Simplemente María (Simplesmente Maria), e já era bem antiga quando foi exibida. Não alcançou o mesmo sucesso da história de Maria Lopes (Victoria Ruffo). Em compensação, no México, Natalie é o papel mais querido e recordado de Victoria Ruffo.
Na época, o SBT costumava editar as aberturas. Algumas delas eram feitas com cenas da original, mas o caso de A Fera foi totalmente diferente, com uma modelo brasileira e a imagem de uma onça sobre seu corpo.

## Versões
Em 2000, outra versão da novela é feita, Por un beso. E ainda que o fio central da história fosse o mesmo, não teve o mesmo sucesso que La fiera, e muito menos que La gata. Muitas modificações foram feitas. A mãe do mocinho por exemplo, já não era tão má como Helena, que até o último capítulo tentou prejudicar Natalie. Em Por un beso, a heroína não era selvagem e escandalosa como em La fiera. Na nova versão o elenco original foi substituído por: Natalia Esperón (Victoria Ruffo), Víctor Noriega (Guillermo Capetillo), Mercedes Molto (Rocio Banquells), Enrique Rocha (Carlos Cámara), Luz María Jerez (Lupita Lara/Nuria Bages), Luz Elena González (Angélica Aragón), Raúl Magaña (Leonardo Daniel), Margarita Magaña (Edith González) e Jorge Poza (Juan Antonio Edwards). Curiosamente, os nomes dos personagens centrais de La fiera, Natalie e Victor, foram os mesmos dos atores da telenovela Por un beso, Natalia Esperón e Víctor Noriega.
Em 2004, também inspirada em La gata, o SBT produziu a novela Seus Olhos, protagonizada por Carla Regina. Porém, mesmo se tratando de um remake da radionovela de Inés Rodena, Seus Olhos trouxe abordagem de temas específicos da realidade brasileira, como a questão do trabalho infantil no Brasil e a violência urbana.
Em 2014, a Televisa realizou outra adaptação de La gata, desta vez levada ao ar sob a produção de Nathalie Lartilleux (coincidentemente o mesmo nome da personagem central de La fiera, Natalie) e protagonizada por Maite Perroni e Daniel Arenas.